# Christiane dos Santos
Christiane Ritz dos Santos -referida también como Christiane Ritz o Christiane dos Santos- (Santa Cruz do Sul, 6 de octubre de 1981) es una deportista brasileña de atletismo.
Recibió la medalla de bronce en la categoría 800 m de los Juegos Panamericanos de 2003 realizados en Santo Domingo. Por otro lado, en 2008 recibió la medalla de oro en los 800 m del X Campeonato Iberoamericano de Atletismo de 2002 realizado en Ciudad de Guatemala y en el XIII Campeonato Iberoamericano de Atletismo de 2008 realizado en Iquique, Chile.
A nivel sudamericano, ganó la medalla de plata por los 800 m en el Campeonato Sudamericano de Atletismo realizado en Barquisimeto, Venezuela, el año 2003 y en la versión realizada en Lima, Perú, el año 2009.
Ha representado a su país en diversos torneos internacionales, entre ellos el Campeonato Mundial de Atletismo en Pista Cubierta de 2004 o los Juegos Mundiales Militares de 2011; además de los Juegos Panamericanos en Santo Domingo 2003, también participó en la versión 2011 y 2007, a los que clasificó tras sus resultados en el Trofeo Brasil, instancia donde ha ganado la presea dorada en varias ocasiones.